# Armeegruppe Mattenklott
De Armeegruppe Mattenklott was een Duitse Armeegruppe in de Tweede Wereldoorlog genoemd naar haar bevelhebber en kwam in actie bij de Duitse tegenaanvallen rond Zjytomyr tijdens de Slag om Kiev in november 1943.

## Krijgsgeschiedenis
De Armeegruppe Mattenklott werd gevormd op 12 november 1943. Het 4e Pantserleger startte de volgende dag met zijn tegenaanvallen rond Zjytomyr. Maar intussen gaapten grote bressen in de Duitse frontlijn richting noorden (Korosten) en om de separaat opererende 13e en 59e Legerkorpsen aan te kunnen sturen, werd de staf van het 42e Legerkorps als Armeegruppe Mattenklott gevormd.
Tussen 13 en eind november 1943 voerde het 48e Pantserkorps met meerdere pantserdivisies gerichte en sterke tegenaanvallen uit tegen (delen van) drie Sovjetlegers. De infanteriedivisies van de Armeegruppe leverden hier steun en flankdekking. Nadat de Sovjet versterkingen aangevoerd hadden en tegenaanvallen uitvoerden, maar ook de modderperiode inzette, stabiliseerde het front zich hier eind november 1943. 
Op 30 november 1943 werd daarom de Armeegruppe Mattenklott weer ontbonden en de staf fungeerde daarop weer als 42e Legerkorps.

## Commandant
| Rang                   | Naam              | Begin            | Eind             |
| ---------------------- | ----------------- | ---------------- | ---------------- |
| General der Infanterie | Franz Mattenklott | 12 november 1943 | 30 november 1943 |